# Nekrolog 1731
Nekrolog
◄◄
| ◄
| 1727
| 1728
| 1729
| 1730
| 1731 | 1732 | 1733 | 1734 | 1735 | ► | ►►
Weitere Ereignisse | Allgemeiner Nekrolog 1731
Die Beschreibung der verstorbenen Person sollte so kurz wie möglich gehalten sein und nur deren signifikante Tätigkeit(en) enthalten.
Neue Namen ggf. auch unter dem Geburts- und Sterbedatum, also etwa unter 1. Januar und im Geburts- und Sterbejahr (2024) eintragen (nur bei entsprechender großer Wichtigkeit). Für Beispiele siehe die schon vorhandenen Artikel.
Außerdem über die fünf zuletzt Verstorbenen, zu denen es einen ausreichend guten Artikel für eine Präsentation auf der Hauptseite gibt, nach der todesbedingten Überarbeitung der Artikel ggf. auch unter Wikipedia Diskussion:Hauptseite informieren und sie am besten auch in den anderen Wikipedia-Sprachversionen eintragen. Tipp: Regelmäßig bei news.google.de nach „ist tot“, „gestorben“ oder „verstorben“ suchen.
Wenn eine Person gestorben ist, gibt es viele Seiten zu dieser Person in der Wikipedia, die davon auch betroffen sind und entsprechend aktualisiert werden müssen. Beispiele: Namenübersichtsseite, Geburtsjahr, Geburtsort-Seiten und viele mehr.
Wie finde ich die betroffenen Seiten?
Im Suchfeld auf der linken Seite gibt man den Suchbegriff so ein: „Vorname Nachname“. Dann klickt man auf Volltext und alle Seiten mit entsprechendem Suchtext werden aufgerufen. Hier sieht man dann schnell, wo auch das Todesjahr Sinn macht oder sogar ein Teil des Artikels angepasst werden muss. Auch hilft das „Werkzeug“ auf der linken Seite sehr gut, um solche Seiten aufzufinden: „Links auf diese Seite“. Somit ist die Wikipedia wieder aktuell in allen Bereichen! Hinweis: bei Eintragung der Kategorie „Gestorben JAHR“ wird der Missbrauchsfilter 49 ausgelöst, was jedoch nicht schlimm ist. Siehe: Spezial:Missbrauchsfilter/49
Dies ist eine Liste von im Jahr 1731 verstorbenen bekannten Persönlichkeiten. Die Einträge erfolgen innerhalb der einzelnen Daten alphabetisch sortiert. Tiere sind im Nekrolog für Tiere zu finden.

## Januar
| Tag        | Name                           | Beruf, bekannt als                                                                                         | Alter | Beleg |
| ---------- | ------------------------------ | --- | ----- | ----- |
| 6. Januar  | Johann Anton Franz von Buttlar | oberrheinischer, preußischer und kaiserlicher Generalmajor, Reichsgraf, Erbherr auf Buttlar und Mariengart | 45    |       |
| 6. Januar  | Étienne François Geoffroy      | französischer Chemiker                                                                                     | 58    |       |
| 10. Januar | Johann Michael Lang            | deutscher Theologe, Geistlicher und Hochschullehrer                                                        | 66    |       |
| 15. Januar | Wilhelm de la Cave             | kurbrandenburgischer Generalmajor und Chef eines Infanterieregiments                                       |       |       |
| 17. Januar | Gottfried Klaunig              | deutscher Mediziner                                                                                        |       |       |
| 18. Januar | Johann Josua Mosengel          | deutscher Orgelbauer                                                                                       | 67    |       |
| 20. Januar | Antonio Farnese                | letzter Herzog von Parma aus dem Hause Farnese                                                             | 51    |       |
| 27. Januar | Bartolomeo Cristofori          | italienischer Musikinstrumentenbauer                                                                       | 75    |       |
| 30. Januar | Johannes a Marck               | niederländischer reformierter Theologe und Kirchenhistoriker                                               | 75    |       |

## Februar
| Tag         | Name                                 | Beruf, bekannt als                                                 | Alter | Beleg |
| ----------- | ------------------------------------ | ------------------------------------------------------------------ | ----- | ----- |
| 7. Februar  | Chrysanthos Notaras                  | griechisch-orthodoxer Patriarch von Jerusalem                      |       |       |
| 12. Februar | Gelasius Hieber                      | deutscher Augustiner-Eremit und Prediger                           | 59    |       |
| 15. Februar | María de León Bello y Delgado        | dominikanische Mystikerin                                          | 87    |       |
| 20. Februar | Antoine I.                           | Fürst von Monaco                                                   | 70    |       |
| 20. Februar | Friedrich Karl Graf zu Erbach-Erbach | regierender Graf der Grafschaft Erbach und ein deutscher Komponist | 50    |       |
| 22. Februar | Frederik Ruysch                      | niederländischer Anatom und Botaniker                              | 92    |       |
| 25. Februar | Theodor von Hase                     | deutscher reformierter Theologe, Geistlicher und Hochschullehrer   | 48    |       |
| 26. Februar | Fidel Zurlauben                      | Schweizer Politiker in der Stadt Zug                               | 55    |       |
| 27. Februar | Angelo Predieri                      | italienischer Sänger und Komponist des Barock                      | 76    |       |
| Februar     | Christian Josef Willenberg           | Militäringenieur                                                   |       |       |
| Februar     | Johann Gottfried Wülfing             | Bürgermeister in Elberfeld                                         |       |       |

## März
| Tag      | Name                                        | Beruf, bekannt als                                                    | Alter | Beleg |
| -------- | ------------------------------------------- | --------------------------------------------------------------------- | ----- | ----- |
| 3. März  | Georg Michael Pfefferkorn                   | deutscher evangelischer Theologe, Kirchenliederdichter und Rhetoriker | 85    |       |
| 5. März  | Johann Heinrich Müller                      | deutscher Astronom                                                    | 60    |       |
| 6. März  | Johann Melchior Dinglinger                  | deutscher Hofgoldschmied                                              | 66    |       |
| 8. März  | Ferdinand Maximilian Brokoff                | Bildhauer des Barock                                                  | 42    |       |
| 13. März | Dorothea Friederike von Brandenburg-Ansbach | deutsche Adlige                                                       | 54    |       |
| 14. März | Kagami Shikō                                | japanischer Dichter                                                   |       |       |
| 23. März | August Wilhelm                              | Herzog von Braunschweig-Wolfenbüttel                                  | 69    |       |
| 24. März | Giacomo Boncompagni                         | Erzbischof von Bologna und Kardinal der Römischen Kirche              | 78    |       |
| 25. März | Christian Gerber                            | deutscher Theologe (lutherischer) und Schriftsteller                  | 70    |       |
| 25. März | Abraham Isacks op den Graeff                | Mitglied der sogenannten Original 13                                  |       |       |
| 26. März | Magnus von Bromell                          | schwedischer Arzt und Mineraloge                                      | 52    |       |
| 26. März | Ludwig Carl Ditzinger                       | deutscher lutherischer Theologe                                       | 60    |       |
| 26. März | Wenzel Franz Karl Košinský von Košín        | Bischof von Königgrätz                                                | 58    |       |
| 27. März | Justus Corthum                              | deutscher evangelisch-lutherischer Geistlicher                        | 46    |       |
| 27. März | Ernst Peter Hecht                           | deutscher Münzmeister                                                 | 78    |       |
| 29. März | Stephan II. Koháry                          | ungarischer Graf und Dichter                                          | 82    |       |
| 30. März | Albrecht Ernst II. (Oettingen-Oettingen)    | kaiserlicher General der Kavallerie                                   | 61    |       |

## April
| Tag       | Name                                        | Beruf, bekannt als                                                                          | Alter | Beleg |
| --------- | ------------------------------------------- | ------------------------------------------------------------------------------------------- | ----- | ----- |
| 1. April  | Wilhelm II.                                 | Landgraf von Hessen-Wanfried und von Hessen-Wanfried-Rheinfels                              | 59    |       |
| 4. April  | Friedrich Ernst zu Innhausen und Knyphausen | preußischer Gesandter und später Minister                                                   | 52    |       |
| 9. April  | Robert Benson, 1. Lord Bingley              | englischer Staatsmann und einer der Hauptverantwortlichen im sogenannten „South Sea Bubble“ |       |       |
| 9. April  | Jakob Hübens                                | Kaufmann, Ratsherr und Lübecker Bürgermeister                                               | 76    |       |
| 10. April | Maximilian Dietrich Freislich               | deutscher Komponist, Organist und Kapellmeister                                             |       |       |
| 11. April | Jacob Paul von Gundling                     | deutscher Historiker                                                                        | 57    |       |
| 16. April | Bartholomæus Deichman                       | dänisch-norwegischer Bischof von Oslo                                                       | 60    |       |
| 19. April | Heinrich Hildebrand von Einsiedel           | Propst zu Altenburg                                                                         | 73    |       |
| 20. April | Johann Eberhard Dauphin                     | deutscher Orgelbauer                                                                        |       |       |
| 21. April | Pierre Jaillard Bressan                     | französischer Holzblasinstrumentenmacher                                                    | 67    |       |
| 21. April | Moritz Wilhelm                              | Herzog von Sachsen-Merseburg                                                                | 43    |       |
| 22. April | Johann Josef von Waldstein                  | böhmischer Adliger, Unternehmer und Mäzen; Oberstmarschall von Böhmen                       | 46    |       |
| 25. April | Dominik Gläsl                               | deutscher Baumeister des Barock                                                             |       |       |
| 28. April | Jan Stanisław Jabłonowski                   | polnischer Politiker und Schriftsteller des Barocks                                         |       |       |
| 28. April | Johann Theodor Jablonski                    | deutscher Pädagoge und Lexikograf                                                           | 76    |       |

## Mai
| Tag     | Name                                     | Beruf, bekannt als                                            | Alter | Beleg |
| ------- | ---------------------------------------- | ------------------------------------------------------------- | ----- | ----- |
| 1. Mai  | Johann Ludwig Bach                       | deutscher Komponist                                           | 54    |       |
| 3. Mai  | Werner von Broich                        | Bürgermeister der Reichsstadt Aachen                          |       |       |
| 5. Mai  | Daniel Defoe                             | englischer Schriftsteller und Journalist                      |       |       |
| 7. Mai  | Giovanni Camillo Sagrestani              | italienischer Male                                            | 70    |       |
| 9. Mai  | Johann Cyriak Hackhofer                  | österreichischer Maler                                        | 56    |       |
| 9. Mai  | Peregrine Hyde Osborne, 3. Duke of Leeds | britischer Aristokrat                                         | 39    |       |
| 9. Mai  | Zacharias Stampeel                       | deutscher Theologe, Pädagoge und Bibliothekar                 | 76    |       |
| 11. Mai | Mary Astell                              | englische Feministin, Rhetorikerin, Philosophin               | 64    |       |
| 14. Mai | Heinrich Daniel Ernst von Raders         | preußischer Generalmajor und zuletzt Kommandant von Lippstadt |       |       |
| 15. Mai | David Heinrich Köpken                    | deutscher Theologe und Bibliothekar                           |       |       |
| 15. Mai | Christian von Rantzau                    | dänischer Generalleutnant                                     | 48    |       |
| 18. Mai | Ferdinand Hartmann                       | deutscher Zisterzienserabt                                    |       |       |
| 21. Mai | Johann Hübner                            | deutscher Schulschriftsteller und Lehrer                      | 63    |       |
| 26. Mai | Heinrich Clemens von Starschedel         | deutscher Hofbeamter                                          |       |       |
| 30. Mai | Johann Christoph Layritz                 | Rektor des Hofer Gymnasiums                                   | 76    |       |
| 30. Mai | Karl Friedrich Petzold                   | deutscher Schriftsteller und Pädagoge                         | 56    |       |
| 30. Mai | Violante Beatrix von Bayern              | Gouverneurin von Siena                                        | 58    |       |
| 31. Mai | Johann Schmid                            | deutscher Rhetoriker und lutherischer Theologe                | 81    |       |

## Juni
| Tag      | Name                                       | Beruf, bekannt als | Alter | Beleg |
| -------- | ------------------------------------------ | --- | ----- | ----- |
| 6. Juni  | Giovanni Odazzi                            | italienischer Maler und Grafiker des Rokoko in Rom                                                                                        |       |       |
| 6. Juni  | Andreas Rüdiger                            | deutscher Philosoph | 57    |       |
| 9. Juni  | Franz Hemme                                | deutscher evangelischer Pastor | 61    |       |
| 20. Juni | Ned Ward                                   | englischer Satiriker, Autor und Schankwirt                                                                                                |       |       |
| 21. Juni | Albrecht Friedrich von Brandenburg-Schwedt | kurbrandenburgisch-preußischer Generalleutnant und Herrenmeister des Johanniterordens, Prinz von Preußen, Markgraf zu Brandenburg-Schwedt | 59    |       |
| 24. Juni | Johann Christian Schröter                  | deutscher Rechtswissenschaftler | 72    |       |

## Juli
| Tag      | Name                                           | Beruf, bekannt als                                                                                | Alter | Beleg |
| -------- | ---------------------------------------------- | ------------------------------------------------------------------------------------------------- | ----- | ----- |
| 1. Juli  | Ingenuin Lechleitner                           | österreichischer Barockbildhauer                                                                  | 55    |       |
| 1. Juli  | John Montgomerie                               | Gouverneur der englischen Kolonien New York und New Jersey                                        | 50    |       |
| 5. Juli  | Jakob Greber                                   | deutscher Barockkomponist                                                                         |       |       |
| 5. Juli  | Christian Handschuher                          | Bildhauer                                                                                         |       |       |
| 7. Juli  | Nicolaus Staphorst                             | deutscher Pastor und Kirchenhistoriker                                                            | 51    |       |
| 8. Juli  | Heinrich Dürkop                                | deutscher evangelisch-lutherischer Geistlicher und Hauptpastor der deutschen Kirche in Kopenhagen |       |       |
| 11. Juli | Joachim Bernhard von Kyaw                      | kursächsischer Generalmajor                                                                       |       |       |
| 14. Juli | Francesco Maria Marescotti Ruspoli             | italienischer Adliger                                                                             | 59    |       |
| 25. Juli | Michael Grass der Jüngere                      | deutscher Rechtswissenschaftler und Hochschullehrer                                               | 74    |       |
| 26. Juli | Johann Ernst von Löwenstein-Wertheim-Rochefort | Bischof von Tournai                                                                               | 64    |       |
| 30. Juli | Emanuel König                                  | Schweizer Physiker und Mediziner                                                                  | 72    |       |

## August
| Tag        | Name                                     | Beruf, bekannt als                       | Alter | Beleg |
| ---------- | ---------------------------------------- | ---------------------------------------- | ----- | ----- |
| 4. August  | Georg Andreas Ruperti                    | deutsch-britischer Theologe              | 61    |       |
| 7. August  | Franz Ferdinand von Kuenburg             | Bischof von Laibach; Erzbischof von Prag | 80    |       |
| 9. August  | Achaz von der Schulenburg                | preußischer Generalleutnant              | 61    |       |
| 17. August | Johann Augustin Kobelius                 | deutscher Komponist und Kapellmeister    | 57    |       |
| 18. August | Christoph von Steiger                    | Schweizer Magistrat                      | 79    |       |
| 24. August | William Godolphin, Marquess of Blandford | britischer Adliger und Politiker         |       |       |
| 24. August | Justus Gotthard Rabener                  | deutscher Prediger und Autor             | 43    |       |

## September
| Tag           | Name                                       | Beruf, bekannt als                                  | Alter | Beleg |
| ------------- | ------------------------------------------ | --------------------------------------------------- | ----- | ----- |
| 1. September  | Ernst Dietrich Anton von Droste zu Füchten | Landdrost des Herzogtums Westfalen                  |       |       |
| 1. September  | Pierre Danican Philidor                    | französischer Komponist                             | 50    |       |
| 5. September  | Johann Christian von Hartmannsdorf         | Jurist in schwedischen Diensten                     | 62    |       |
| 7. September  | Paul Jules de La Porte                     | französischer Militär und Staatsmann                | 65    |       |
| 7. September  | Jewdokija Fjodorowna Lopuchina             | erste Frau Peters I.                                | 62    |       |
| 14. September | Johann Elias Reichardt                     | deutscher Pädagoge                                  | 63    |       |
| 15. September | Catherine Repond                           | Schweizer Justizopfer                               | 68    |       |
| 15. September | Henning von Stralenheim                    | deutsch-schwedischer Militär und Diplomat           | 66    |       |
| 17. September | Gustav Samuel Leopold                      | Herzog von Pfalz-Zweibrücken                        | 61    |       |
| 18. September | Sicco van Goslinga                         | friesländischer Aristokrat, Diplomat und Politiker  |       |       |
| 19. September | Cornelius van den Velde                    | deutscher Rechtswissenschaftler und Hochschullehrer | 61    |       |
| 19. September | Johann Anton Tillier                       | Schweizer Politiker                                 |       |       |
| 22. September | Johann Christoph Hert                      | deutscher Arzt, Professor der Medizin, Geheimrat    | 82    |       |
| 24. September | Marx Schokotnigg                           | österreichischer Bildhauer                          | 70    |       |
| 24. September | Alexander Straßer                          | Abt des Benediktinerstiftes Kremsmünster            | 74    |       |

## Oktober
| Tag         | Name                        | Beruf, bekannt als                                                                       | Alter | Beleg |
| ----------- | --------------------------- | ---------------------------------------------------------------------------------------- | ----- | ----- |
| 1. Oktober  | Johann Georg Joch           | deutscher evangelischer Theologe                                                         | 54    |       |
| 1. Oktober  | Anton von Pannewitz         | preußischer Gouverneur der Festung Peitz und zuletzt Chef des Infanterieregiments Nr. 13 |       |       |
| 1. Oktober  | Adde Severin                | Kaufmann und Ratsherr der Hansestadt Lübeck                                              | 63    |       |
| 3. Oktober  | Georg Heinrich Bose         | deutscher Handelsherr                                                                    | 49    |       |
| 6. Oktober  | Johan Jakob Ehrensvärd      | schwedischer Militär                                                                     | 65    |       |
| 10. Oktober | Johann Jänichen             | deutscher Pädagoge und Dichter                                                           | 72    |       |
| 14. Oktober | Ferdinand Adam von Pernau   | österreichischer Adeliger, Geheimrat in Coburg und Ornithologe sowie Übersetzer          | 70    |       |
| 16. Oktober | Heinrich Lysius             | lutherischer Theologe                                                                    | 60    |       |
| 19. Oktober | Jakob von Bechefer          | königlich preußischer Generalleutnant und Kommandant von Magdeburg                       | 70    |       |
| 24. Oktober | Ludwig Christof Schefer     | deutscher reformierter Geistlicher; Pietist                                              |       |       |
| 27. Oktober | Thomas Balthasar von Jessen | Jurist, königlich dänischer Obersekretär, Geheimer Rat                                   | 83    |       |

## November
| Tag          | Name                         | Beruf, bekannt als                                                            | Alter  | Beleg |
| ------------ | ---------------------------- | ----------------------------------------------------------------------------- | ------ | ----- |
| 2. November  | Johann Matthäus Leffloth     | deutscher Komponist, Organist und Clavichordist                               |        |       |
| 4. November  | Christoph Tausch             | österreichischer Architekt, Maler und Dekorateur                              | 57     |       |
| 17. November | Johann Adolf Hoffmann        | philosophischer Autor und Übersetzer                                          | 55     |       |
| 23. November | Friedrich Ludwig             | Erbprinz des Hauses Württemberg                                               | 32     |       |
| 24. November | Cornelius Gerhard Lersmacher | Generalvikar in Trier                                                         | ca. 71 |       |
| 29. November | Heinrich Rademin             | deutscher Schauspieler, Theaterprinzipal, Bühnenschriftsteller und Übersetzer |        |       |

## Dezember
| Tag          | Name                                    | Beruf, bekannt als                                                        | Alter | Beleg |
| ------------ | --------------------------------------- | ------------------------------------------------------------------------- | ----- | ----- |
| 4. Dezember  | Paul Louis de Rochechouart de Mortemart | französischer Adliger, Militär und Hofbeamter                             | 21    |       |
| 14. Dezember | Joseph Balthasar Hochreither            | österreichischer Organist und Komponist des Barock                        | 62    |       |
| 17. Dezember | Cölestin Böhm                           | österreichischer katholischer Geistlicher, Abt von St. Georgenberg-Fiecht |       |       |
| 19. Dezember | Wilhelm Ludwig von Maskowsky            | deutscher Staatsmann                                                      | 56    |       |
| 20. Dezember | Chhatrasal                              | Raja von Panna                                                            | 82    |       |
| 22. Dezember | Karl Franz von Wachtendonk              | Dompropst in Münster                                                      | 63    |       |
| 25. Dezember | Caspar Commelin                         | niederländischer Botaniker                                                |       |       |
| 26. Dezember | Antoine Houdar de la Motte              | französischer Dramatiker, Librettist, Lyriker und Literaturtheoretiker    | 59    |       |
| 26. Dezember | Johann Ernst Kregel von Sternbach       | deutscher Handels- und Ratsherr, Erb-, Lehn- und Gerichtsherr             | 79    |       |
| 27. Dezember | Johann Adam von Hoheneck                | deutscher Freiherr, Domdekan in Worms, Stiftsherr in Würzburg             |       |       |
| 29. Dezember | Louise-Hippolyte                        | Fürstin von Monaco                                                        | 34    |       |
| 29. Dezember | Brook Taylor                            | britischer Mathematiker                                                   | 46    |       |
| 30. Dezember | Wilhelm Chenu de Chalsac l’Aujardiere   | Abenteurer und preußischer Oberst                                         | 59    |       |

## Datum unbekannt
| Tag | Name                          | Beruf, bekannt als                                                                                            | Alter | Beleg |
| --- | ----------------------------- | --- | ----- | ----- |
|     | Abd al-Ghani an-Nabulusi      | arabischer Sufi-Mystiker und Literat                                                                          |       |       |
|     | Menasse von Dorthe            | kurbrandenburgischer Generalleutnant und Chef einer Freikompanie                                              |       |       |
|     | Brandolf Egger                | Schweizer Magistrat und Connaisseur                                                                           |       |       |
|     | Karl Friedrich von Fehr       | preußischer Oberst und Regimentschef                                                                          |       |       |
|     | Giacomo Genora                | Schweizer römisch-katholischer Geistlicher und Heimatschriftsteller                                           |       |       |
|     | Paul Halcke                   | deutscher Mathematiker, Schreib-/Rechenmeister und Kalendermacher                                             |       |       |
|     | Ferdinand Joseph von Herwarth | Hofmarksherr von Hohenburg                                                                                    |       |       |
|     | Otto von Klinckowström        | schwedischer Staatsbeamter und Diplomat                                                                       |       |       |
|     | Andreas Luppius               | deutscher Verleger                                                                                            |       |       |
|     | Giuseppe Mariani              | italienischer Architekt des Barock                                                                            |       |       |
|     | Elias Christoph Heiß          | deutscher Kupferstecher                                                                                       |       |       |
|     | Jacques Chalmot du Portail    | königlich preußischer Generalleutnant der Kavallerie und Chef des Kürassier-Regiments Nr. 6                   |       |       |
|     | Johann Melchior Roos          | deutscher Maler                                                                                               |       |       |
|     | Johann Friedrich Schober      | deutscher Jurist                                                                                              |       |       |
|     | Peter von Seers               | preußischer Offizier, zuletzt Generalmajor, Chef des Garnisons-Regiments Nr. 2, Kommandant der Festung Pillau |       |       |
|     | Johann Anton Strubberg        | deutscher Pagenhofmeister, lutherischer Theologe und Autor                                                    |       |       |
|     | Christian Weidling            | deutscher Jurist                                                                                              |       |       |